# Hermann Hannibal von Blümegen
Hermann Hannibal von Blümegen, cz.: Heřman Hannibal Blümegen (ur. 1 czerwca 1716 w Wiedniu, zm. 17 października 1774 w Brnie) – niemiecki duchowny katolicki, biskup ordynariusz hradecki od 1764 roku.

## Życiorys
Urodził się w 1716 roku w Wiedniu w rodzinie szlacheckiej, której korzenie wywodziły się z Bawarii oraz Dolnej Austrii. Jego ojcem był Hemann Jodok von Blümegen, zaś matką Isabella Genofeva z domu von Deuring. Za sprawą ojca rodzina ta została w 1722 roku przyjęta w poczet austriackiej, a w 1723 roku czeskiej szlachty. Po ukończeniu lokalnych szkół Hermann Hannibal studiował w Rzymie na słynnej Sapienzie, gdzie uzyskał stopień naukowy doktora prawa. 23 września 1742 roku otrzymał święcenia kapłańskie w katedrze w Ołomuńcu. Wcześniej, bo w 1738 roku został członkiem tamtejszej kapituły katedralnej. W 1750 roku został dziekanem parafii katedralnej, a niedługo potem został proboszczem parafii św. Piotra i Pawła w Brnie. W 1771 roku zbudował pałac w należących do siebie od 1746 roku Vizovicach.
5 listopada 1763 roku został mianowany przez cesarzową Marię Teresę Habsburg nowym biskupem ordynariuszem hradeckim. Zatwierdzenie papieskie miało miejsce 9 kwietnia 1764 roku (papież Klemens XIII). 27 maja 1764 roku odbyły się jego święcenia biskupie, których udzielił mu ówczesny ordynariusz ołomuniecki bp Maximilian von Hamilton. 15 sierpnia tego samego roku objął uroczyste rządy w biskupstwie dokonując ingresu do katedry św. Ducha w Hradcu Králové.
Podczas swoich rządów gorliwie troszczył się o miejscowe duszpasterstwo. Powołał do życia blisko dwadzieścia nowych parafii, dbał o rozwój misji kościelnych. W 1767 roku został mianowany dziekanem kapituły kolegiackiej w Brnie, skąd sprawował rząd diecezją. W tym samym roku rządził rekolekcje dla duchowieństwa. Postanowił w 1771 roku, aby głosić kazania w rodzimych językach wiernych. W tym samym roku powołał św. Jana Nepomucena na kolejnego patrona diecezji. W 1773 roku wydał przepisy regulujące sprawy ekonomiczne kleru. Zmarł rok później w Brnie, gdzie został pochowany.